# エコタイプ

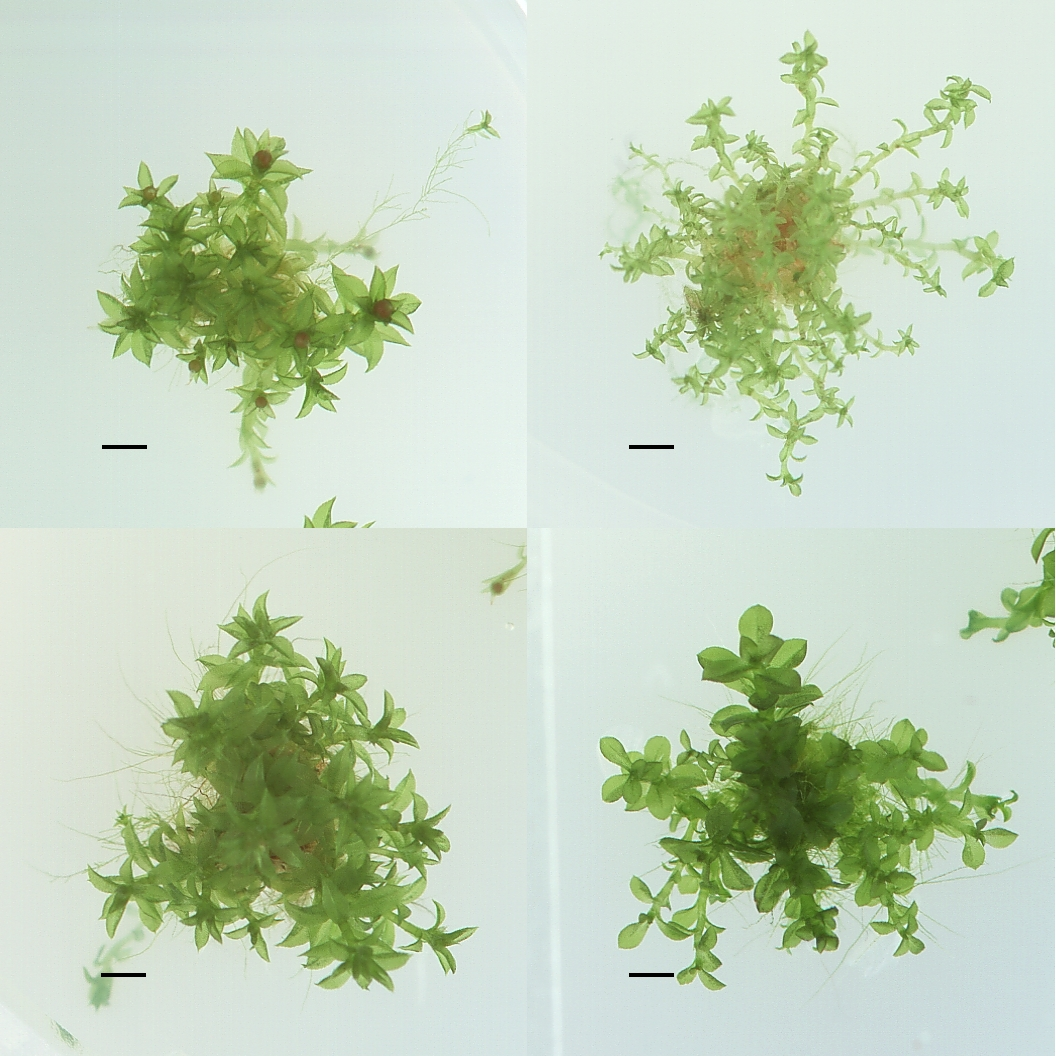
International Moss Stock Centerに保存されている4種のヒメツリガネゴケのエコタイプ

エコタイプ（英語: echotype、環境型）とは、特定の環境条件に適応した種内の遺伝的に異なる個体群、品種、または地理的変異を指す単語である。環境の不均一性に起因する表現型の違いを示す。

## 概要
エコタイプという概念は、スウェーデンの生物学者イエテ・トゥレッソンにより提唱された。トゥレッソンは個体群の違いに遺伝的基盤があるかどうかを確かめるために、コモンガーデン実験を実施した。これは、スウェーデン全土から収集した植物を一定の環境条件下で栽培するものである。このような実験を複数の種で行った結果、沿岸部と内陸部の生息地で採取された植物が、多くの形質で互いに異なるというパターンを確認した。すなわち、特定の生息地で生育する植物群間には遺伝学的な差異が存在することがわかった。これらの結果に基づき、トゥレッソンは生態学的に異なる集団の集合を指す言葉として「エコタイプ」を作り出した。

## エコタイプの具体例
具体例としては、モデル生物として広く研究されている植物のシロイヌナズナでは、生殖地の異なるシロイヌナズナはDNAレベルで分化が生じており、可視的な形質の分化がみられる。それぞれのエコタイプには名前が付けられ、系統保存されて、研究に用いられている。